# Mahara
Mahara és una aplicació web de portafolis digital i de xarxes de connexió social de codi obert. Proporciona eines als usuaris per crear i mantenir un portafolis digital on guardar les reflexions i proves del propi aprenentatge, amb característiques de xarxa social, per permetre als usuaris relacionar-se entre ells i aprendre col·laborativament.
Mahara inclou blogs, un constructor de currículum, un gestor d'arxius i un generador de pàgines - una eina per ajudar els usuaris a crear pàgines web que mostren el contingut de tot o part del seu portafolis de forma que els altres ho vegin.
Mahara és utilitzat per l'Institut Obert de Catalunya (IOC) i la Universitat Jaume I de Castelló.